# Werkfok
De werkfok is een term uit de zeilvaart, waarmee een bijzondere vorm van een fok aangeduid wordt.
Een werkfok is een kleinere maat fok, van zwaar zeildoek, bedoeld voor harde wind. Het zeil is echter groter dan de stormfok, en anders dan de high-aspectfok is dit zeil meestal meer driehoekig van vorm. Vanaf de boeg loopt het zeil wat omhoog, zodat het minder geraakt kan worden door overslaande golven. De werkfok wordt vooral gebruikt voor langere tochten op zee met harde wind, waarvoor de duurzaamheid van het zeil een belangrijke eis is. 
Met name zeegaande jachten en zeilschepen beschikken over dit type zeil. 